# Eisenbahnunfall am Gare Montparnasse

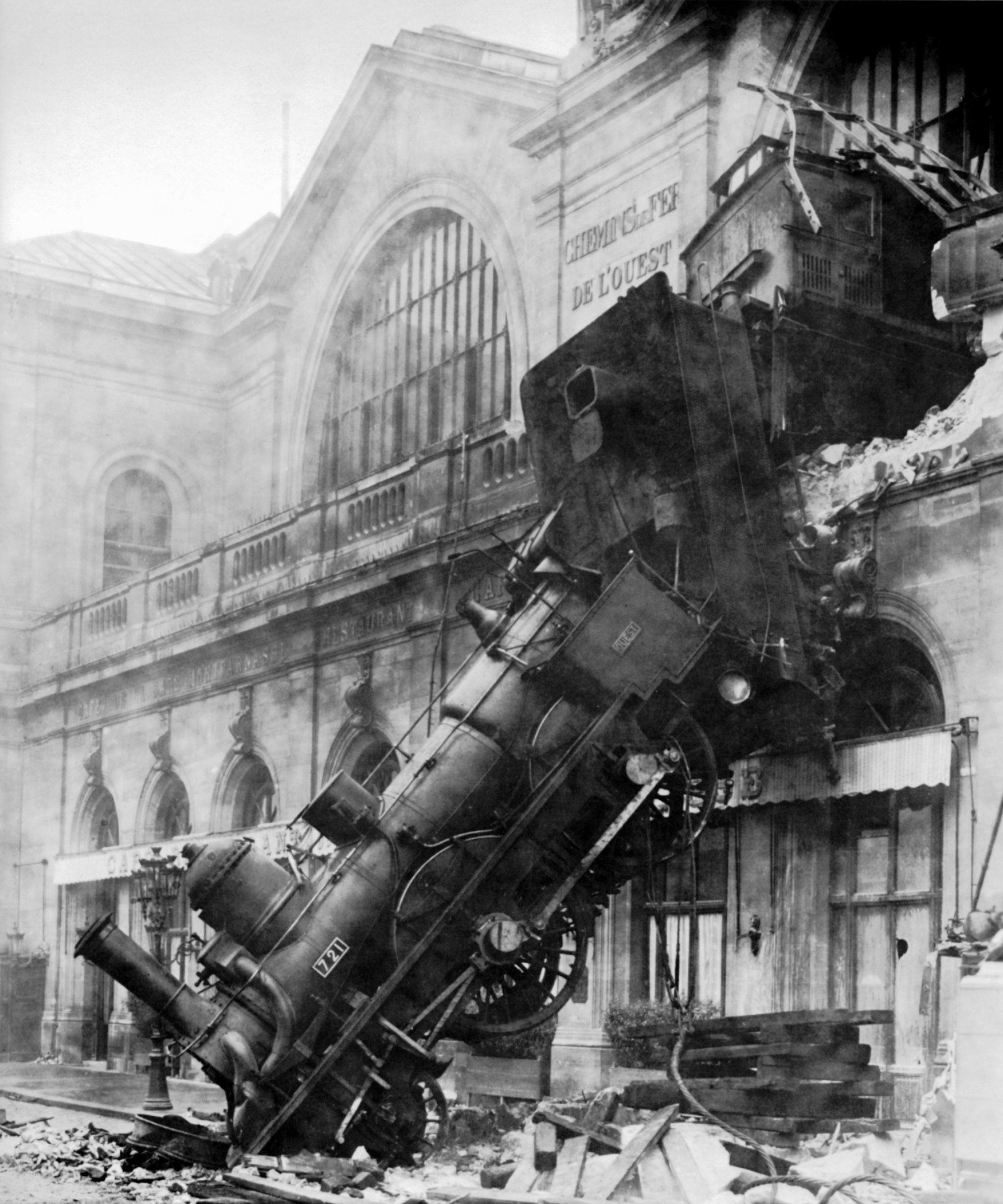
Der verunglückte Zug am Gare Montparnasse

Ein außergewöhnlicher Eisenbahnunfall ereignete sich am Dienstag, dem 22. Oktober 1895, im Kopfbahnhof Montparnasse in Paris. Ein Zug der Compagnie des chemins de fer de l’Ouest von Granville nach Paris kam nicht – wie vorgesehen – am Ende des Gleises zum Stehen, sondern überfuhr nach dem Prellbock auch den Bahnsteig und durchbrach die Wand des Bahnhofsgebäudes.

## Unfallhergang

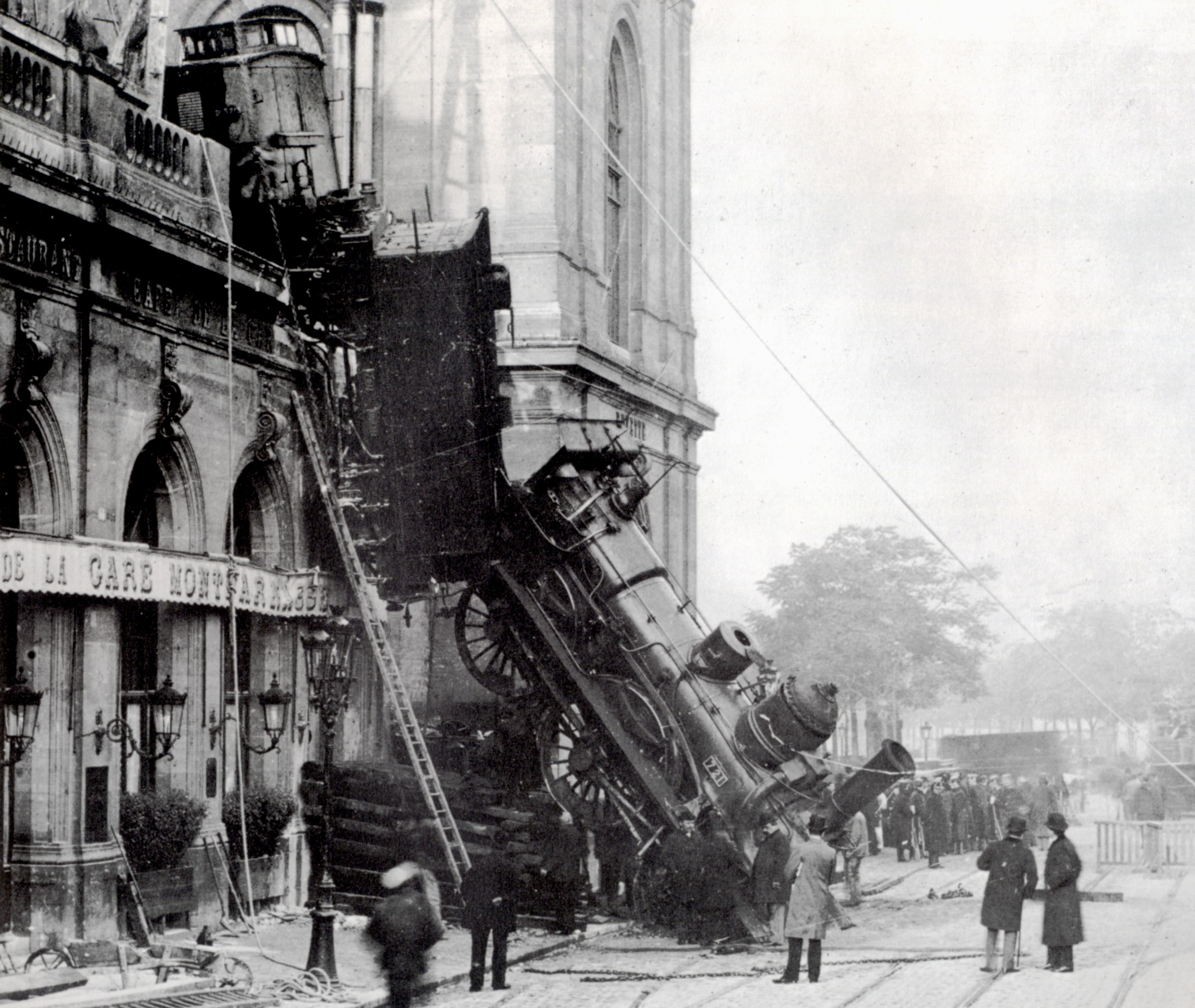
Eine weitere Ansicht

Der Zug war um 8:45 Uhr in Granville losgefahren, führte 14 Wagen und hatte einige Minuten Verspätung, als er um 15:55 Uhr im Bahnhof Montparnasse einlief. Der Lokführer Guillaume-Marie Pellerin, der 19 Jahre Berufserfahrung besaß, fuhr mit etwa 45 km/h in den Bahnhof ein, um die Verspätung wettzumachen. Allerdings versagte die Druckluftbremse und die Wirkung der Lokbremse reichte nicht aus, um die Geschwindigkeit des schweren Zugs ausreichend zu drosseln. Pellerin sprang gemeinsam mit dem Heizer von der Lok und rettete sich, bevor die Lok den Prellbock und den Querbahnsteig überfuhr und die etwa 1,25 Meter starke Brüstung unterhalb eines großen Glasfensters durchbrach, auf den ein Stockwerk tiefer liegenden Place de Rennes stürzte und dabei nur knapp eine Straßenbahn verfehlte. Sie blieb, schräg an die Wand gelehnt, stehen. Die Kupplung zwischen dem Schlepptender der Dampflokomotive und dem Zug riss. Die 14 Wagen des Zuges mit 131 Passagieren blieben auf den Gleisen stehen.

## Folgen
Es gab fünf Verletzte unter den Passagieren und den Zugbegleitern. Unten auf der Straße starb die Zeitungsfrau Marie-Augustine Aguilard. Sie hatte ihren Mann vertreten, der die Abendzeitungen holte. Die Eisenbahngesellschaft bezahlte die Beerdigung und eine Rente für ihre zwei Kinder. Eine weitere Frau wurde verletzt.
Der Lokführer Pellerin und der Heizer Mariette wurden vor Gericht gestellt. Pellerin musste 50 Franc Strafe zahlen und kam für zwei Monate ins Gefängnis, Mariette bezahlte 25 Franc.

## Ähnliche Unfälle
Ähnliche Unfälle ereigneten sich
- 1901 im Frankfurter Hauptbahnhof. → Hauptartikel: Eisenbahnunfall im Centralbahnhof Frankfurt
- 1901 im Hauptbahnhof von Ludwigshafen am Rhein. → Hauptartikel: Eisenbahnunfall von Ludwigshafen (1901)
- 1953 in der Washington Union Station → Hauptartikel: Eisenbahnunfall in der Washington Union Station
- am 19. Dezember 1988 am Endbahnhof Kemperplatz der M-Bahn in Berlin
- am 29. September 2016 in Hoboken (New Jersey)

## Rezeption
- Im Film Hugo Cabret von Martin Scorsese (2011), der von der Geschichte des französischen Filmpioniers Georges Méliès handelt, wird das Zugunglück in einem Traum nachgestellt.
- Das Foto des Unglückes wurde von der Hard-Rock-Band Mr. Big als Coverbild für ihr 1991 erschienenes Album Lean Into It genutzt. Die holländische Punkband The Ex benutzte ein Foto des Unglücks für das gemeinsame Album mit dem Cellisten Tom Cora, Scrabbling at the Lock (1991).
- Als Buchcover erscheint das Bild auf dem Titel des Physik-Fachbuchs Introduction to Error analysis (dt. „Fehleranalyse“, 2. Aufl. 1997) von John R. Taylor sowie als Foto auf dem Schutzumschlag des Buches von Wolfgang Schivelbusch Geschichte der Eisenbahnreise. Zur Industrialisierung von Raum und Zeit im 19. Jahrhundert. Hanser Verlag, München 1977.
- Der französische Comiczeichner Jean-Claude Fournier verwendete das Motiv der Dampflokomotive, die die Bahnhofswand durchbricht, in seinem 19. Album der Serie Spirou und Fantasio, Du glucose pour Noémie (deutscher Titel: Zucker im Tank).[5]
- Eine weitere Umsetzung als Comic, diesmal direkt Bezug nehmend auf den Unfall am Gare Montparnasse, erfolgte im ersten Album der Serie W.E.S.T, gezeichnet von Christian Rossi nach einer Geschichte von Xavier Dorison und Fabien Nury.[6]
- Der französische Illustrator Didier Graffet transferierte das berühmte Bild des Unglücks in ein Steampunk-Ambiente.[7]
- Im Museo Mundo de Vapor in Canela (Brasilien) gibt es ein Modell des Unglücks.[8]